# Lucien Febvre
Lucien Paul Victor Febvre (Nancy, Meurthe-et-Moselle, 22 de julho de 1878 – Saint-Amour, Jura, 26 de setembro de 1956) foi um influente historiador modernista francês, co-fundador da chamada "Escola dos Annales".

## Biografia
No período entre-guerras, Febvre idealizou uma revista de história que fundou, em 1929, em parceria com Marc Bloch: a "Revue des Annales". Essa parceria, formada na Universidade de Estrasburgo, durou apenas treze anos, tempo suficiente, entretanto, para patrocinar marcantes conquistas da História.
A partir dos "Annales", definiram-se as características de uma abordagem da História que se tornou conhecida como História das mentalidades, a qual, de forma sistematizada, analisa os sentimentos e costumes dos povos em determinado período histórico, baseando-se no princípio do "tempo longo", quando esses hábitos se transformam de maneira lenta ao longo dos tempos. Muitos estudiosos veem em Febvre e Bloch os precursores da História das Mentalidades.
Em um período marcado por mortes e por dores profundas, as ciências humanas e principalmente a História, apareciam com uma grande parcela de culpa necessitando, assim, de que a compreensão do homem fosse o objetivo básico desse grupo e a interdisciplinaridade fosse o caminho. O livro Sociedade Feudal, de Marc Bloch, demonstra com grande clareza a síntese da longa duração — ou o longo tempo —, a psicologia histórica e a preocupação com a comparação, linguagem e evolução social. A Segunda Guerra Mundial freou esse desenvolvimento. Bloch foi obrigado pelos nazistas a se afastar da direção da revista e, em 1944, foi fuzilado por tropas alemãs quando participava ativamente da Resistência. O fim da guerra fez com que Febvre se tornasse o principal difusor dos preceitos da escola. Dirigiu a Revista dos Analles até 1946, quando passou a direção ao seu discípulo, Fernand Braudel.
Em 1947, Lucien Febvre fundou a VI Seção da École Pratique des Hautes Études, núcleo de origem da EHESS (Escola de Altos Estudos de Ciências Sociais), criada em 1975.

## Annales
Em 1929, Lucien Febvre, junto com seu colega e amigo íntimo Marc Bloch, estabeleceu um jornal acadêmico, Annales d'histoire économique et sociale (comumente conhecido como Annales), do qual o nome de seu estilo distinto de história foi tirado. A revista seguiu a abordagem de Febvre para descrever a história. Sua abordagem era educar o mundo sobre os perigos do pensamento do velho mundo para evitar possíveis futuros desastres econômicos e políticos. Seu objetivo era influenciar os círculos acadêmicos a "estudar... o presente para alcançar uma compreensão mais profunda do passado". Esta revista era como nenhuma outra publicação acadêmica na época.
Os Annales tiveram uma recepção crítica muito favorável e tiveram muito sucesso em seus primeiros anos. A demanda era tamanha que conseguiu aumentar a frequência de suas publicações em 1932. No entanto, em 1938 a revista parecia estar seguindo seu curso e os editores cessaram seu apoio.

## Obras em português
- Martinho Lutero, um destino (1928);
- O Problema da Incredulidade no século XVI: A Religião de Rabelais (1942);
- Combates pela História (1953).
- A Europa: Gênese de Uma Civilização.
- O Reno: Histórias, Mitos e Realidades.
- Honra e Pátria.
- O Aparecimento do Livro.

## Obras completas
- Philippe II et la Franche-Comté. Étude d'histoire politique, religieuse et sociale, Paris, Honoré Champion, 1911, 808 p. Réédité aux Éditions Perrin, Paris, 2009, 816 p. (avec une préface d'Emmanuel Le Roy Ladurie).
- Notes et documents sur la Réforme et l'Inquisition en Franche-Comté, Paris, 1911, 336 p.
- Histoire de la Franche-Comté, Paris, Boivin, 1912, 260 p.
- La Terre et l'évolution humaine, Paris, Albin Michel, « L'évolution de l'Humanité », 1922.
- Un Destin. Martin Luther, Paris, Rieder, 1928.
- Civilisation. Évolution d'un mot et d'un groupe d'idées, Paris, Renaissance du livre, 1930, 56 p.
- (en coll. avec Albert Demangeon) Le Rhin. Problèmes d'histoire et d'économie, Paris, Armand Colin, 1935.
- (dir.) : Encyclopédie française, 11 volumes parus de 1935 à 1940.
- Le problème de l’incroyance au . La religion de Rabelais, L’évolution de l’humanité, Paris, Albin Michel, 1942, XXVII-547 pages.
- Origène et Des Périers ou l'énigme du Cymbalum Mundi, Paris-Genève, Droz, 1942, 144 p.
- Autour de l'Heptaméron. Amour sacré, amour profane, Paris, Gallimard, 1944, 300 p.
- Les Classiques de la liberté: Michelet, Lausanne, Traits, 1946, 162 p.
- Combats pour l'histoire, Paris, Armand Colin, 1952, 456 p.
- Au cœur religieux du, Paris, SEVPEN, 1957, 359 p.
- (en coll. avec Henri-Jean Martin) Honneur et patrie. [S.l.: s.n.] ISBN 2-226-10689-8.
- Pour une histoire à part entière, Paris, SEVPEN, 1962, 860 p.
- Honneur et patrie : Texte établi, présenté et annoté par Thérèse Charmasson et Brigitte Mazon, Librairie académique Perrin, 1996, 324 pp., ISBN 9782262011765.
- De la « Revue de synthèse » aux « Annales ». Lettres à Henri Berr, 1911-1954, Paris, Fayard, 1997 (édition par Jacqueline Pluet et Gilles Candar).